# Casa Figuerola (l'Arboç)
La Casa Figuerola és una casa del municipi de l'Arboç inclosa en l'Inventari del Patrimoni Arquitectònic de Catalunya.

## Descripció
L'edifici és situat al costat esquerre de l'església. Presenta quatre plantes separades per cornises. Els baixos, ocupats per una botiga, tenen dues portes d'accés, un allindanada i l'altra d'arc rebaixat. La planta noble consta de dos balcons amb base, llinda i barana de ferro forjat al mig dels quals trobem una finestra de base pentagonal coberta per un envidriat. La segona planta té dos balcons d'una sola porta balconera i una finestra de llinda al mig. La tercera planta presenta dues portes balconeres amb barana de ferro forjat i una finestra quadrada al centre que té a la part inferior la data 1882. L'edifici és rematat per una cornisa i una barana de pedra. Tota la façana de pedra. Tota la façana és decorada amb correus regulars i per uns frisos de relleus geomètrics bastant esborrats.

## Història
La casa fou habitada pel Doctor Marí, i encara avui dia la façana en manté certs vestigis: una finestra envidriada amb tomb rodó des de la qual el metge obria una trampa i llançava la recepta o el remei a qui el treia del llit a hores intempestives.